# كأس سلوفاكيا 2017–18
كأس سلوفاكيا 2017–18 هو الموسم 25 من كأس سلوفاكيا. أقيم خلال الفترة 22 يوليو 2017 وحتى 1 مايو 2018، وكان عدد الأندية المشاركة فيه 202، وفاز فيه نادي سلوفان براتيسلافا.